# Zhongjin Gold
Zhongjin Gold et kinesisk mineselskab med primært fokus på ikke-jernholdige metaller, såsom guld, kobber og platin. Det er Kinas største guldproducent. Virksomheden er baseret i Beijing og har miner i hele Kina. Det har overtaget to store guldproduktionsvirksomheder i Shandong, efter at have vundet en budkrig over Shandong Gold. Virksomhedens største enkelte guldmine er i Dazhuohan, den producerer 500.000 tons guldkoncentrat om året. Selskabet er børsnoteret på Shanghai Stock Exchange som "Company 600489" og har tidligere været listet på Forbes "Asian Fab 50" liste. Virksomheden anses generelt som Kinas væsentligste guld-selskab og gør derfor forretninger med mange udenlandske selskaber.